# Русь (гостиница, Киев)
Гостиница «Русь» (Premier Hotel Rus) — 21-этажная трёхзвёздочная гостиница в Киеве на улице Госпитальной, 4 (Черепанова гора). Была построена специально к открытию Олимпиады-80, по заказу Управления по иностранному туризму при Совете министров СССР.
Гостиницу начали строить в 1976 году и закончили в мае 1979 года. Проект здания был разработан Киевским зональным научно-исследовательским институтом экспериментального проектирования (КиевЗНИИЭП). В прошлом на Черепановой горе были частные одноэтажные постройки. 
Главным архитектором являлся Вячеслав Павловский, архитекторами — Михаил Гречина и Алла Сенцова. Интерьеры, мозаичные панно и декоративные скульптуры были разработаны художницей Людмилой Жоголь. Интерьеры и мебель были разработаны архитектором Ирмой Каракис.
Официальное открытие гостиницы состоялось 19 ноября 1979 года.

## История строительства
Ранее на горе, где сейчас находятся различные постройки, в частности гостиница «Русь», была расположена усадьба киевского губернатора Павла Сидоровича Черепанова. В 1815 году возвышенность стали называть Черепановой горой, с этим названием она дожила до наших дней.

У подножия горы располагалась предкрепостная полоса, и какое-либо строительство в этом районе было запрещено. Киевский военный госпиталь, который был основан в 1755 году и находился в этих укреплениях, существует и поныне.
В 1897 году местность облюбовало Киевское общество сельского хозяйства и сельскохозяйственной промышленности. С этого времени началась эпоха крупных специализированных выставок. В наши дни эту традицию частично поддерживает Дворец спорта, построенный уже в СССР.
В 1923 году Черепанова гора и её окрестности снискала спортивную славу, и началась эта эпоха с постройки Красного стадиона имени Л. Троцкого.
В 1941 году здесь приступили к строительству стадиона имени Н. Хрущёва, который впоследствии стал Центральным стадионом, с 1980 года — Республиканским стадионом, а с 1996 — НСК «Олимпийский».
В 1980 году на стадионе проходил групповой футбольный турнир XXII Олимпийских игр. Турнир имел международное значение, и поэтому в Киеве было построено несколько гостиниц, которые могли достойно  принять зарубежных гостей. Одним из таких сооружений стала гостиница «Русь».

## Эксплуатация
В 1980 году на территории гостиницы открыли первый в Киеве кегельбан. Он стал излюбленным местом отдыха «золотой молодёжи» и гостей столицы. Сейчас на его месте находятся ресторан и офисные помещения.
В 2009 году гостиница «Русь» вошла в состав сети украинских гостиниц Premier Hotels and Resorts и пополнила коллекцию гостиниц бизнес-класса, изменив своё название на Премьер Отель Русь (Premier Hotel Rus).
На всём протяжении существования гостиницы в ней проводилась постепенная реконструкция номеров и инфраструктуры в целом. На первом этаже вместо банкетного зала «Феникс», кухни и ресторана был обустроен конферец-зал, который оснащён специальным оборудованием и имеет функцию зонирования.
В 2014 году гостиница «Русь» стала победителем в номинации Лучший бизнес-отель среди трёхзвездочных гостиниц Украины на ежегодной международной церемонии награждения Премии HOSPITALITY AWARDS.
За 36 лет своего существования гостиница «Русь» приняла свыше 30 000 000 гостей. Неоднократно становилась резиденцией известных мировых культурных и политических лидеров. «Русь» была награждена государственными почётными грамотами и отмечена как гостиница с высоким уровнем обслуживания.

## Архитектура и характеристики
Архитектура здания выполнена в интернациональном стиле. Фасады полностью остеклены. Горизонтальный распластанный стилобат здания подчёркивает вертикаль гостиничного корпуса; южный фасад стилобата акцентирован складчатым козырьком. В гостинице есть шесть гостевых лифтов, несколько служебных, две внутренние лестницы и одна внешняя.
Гостиница изначально проектировалась на 869 мест (480 номеров). На сегодня в гостинице насчитывается 451 номер, с возможностью размещения свыше 900 человек. Номера разных категорий: от стандартных до апартаментов.
В ресторанный сервис входят: ресторан «Русь» и три бара (лобби, суши-бар и бар «Терраса»), кондитерский цех и четыре банкетных зала («Элита», «Венеция», «Киев» и «Чайный»).
Конференц-сервис располагает конференц-залом, разделённым на секции с отдельными выходами и фойе (зоной для кофе-брейков). Зал имеет дневное и искусственное освещение. Банкетные залы также используются под конференции.